# Grasulf Ier de Frioul
Grasulf Ier de Frioul fut duc des Lombards du duché de Frioul vers 580-590.

## Biographie
Grasulf Ier est le successeur de Gisulf Ier. Il n'est pas mentionné dans l'Histoire des Lombards de  Paul Diacre mais son existence est attestée par deux lettres datées de 581 et 590 dont une de Gogon, Maire du Palais du roi des Francs d'Austrasie Childebert II de 576 à 581. On y apprend que Grasulf cherche à faire alliance avec les Francs contre les autres Lombards. L'hypothèse que Gisulf Ier soit un personnage légendaire et que Grasulf Ier soit le véritable fondateur du duché de Frioul a été avancée.